# East Haddam
East Haddam ist eine Siedlung im Middlesex County im US-Bundesstaat Connecticut, Vereinigte Staaten, mit 8.875 Einwohnern (Stand: 2020). Das Ortsgebiet hat eine Größe von 146,5 km².

## Söhne und Töchter der Stadt
- David J. Baker, US-Senator für Illinois
- Morgan G. Bulkeley, Gouverneur von Connecticut
- Louis P. Harvey, Gouverneur von Wisconsin
- Calvin Willey, US-Senator für Connecticut

## Sehenswürdigkeiten
- Johnsonville Village, eine ehemalige Touristenattraktion und heute Geisterstadt, die 2014 komplett im Internet versteigert wurde